# Кушанское царство
Кушанское царство (бактр. Κυϸανο Kushano; др.-греч. Βασιλεία Κοσσανῶν; санскр. कुषाण राजवंश Кушана раджавамша; БГС: IAST: Guṣāṇa-vaṃśa; парф. 𐭊𐭅𐭔𐭍 𐭇𐭔𐭕𐭓, Kušan-xšaθr; кит. 貴霜王朝, Гуйшуан, I — III века н. э.) — основанное кушанами древнее государство на территории современной Средней Азии, Афганистана, Пакистана, Северной Индии; период расцвета приходится приблизительно на 105—250 годы н. э.
По одной из теорий, Кушанское царство было основано кочевым индоиранским народом тохаров (кит. юэчжи), пришедшим с территории, на которой сейчас находится Синьцзян-Уйгурский автономный район.
Государство имело дипломатические связи с Римом, Персией и Китаем.
Несмотря на то, что на Индийском субконтиненте проживала чуть ли не половина населения Земли (140 из 300 млн человек), его часть, подконтрольная Кушанскому царству, была заселена слабо в сравнении с остальной древней Индией.
Сам факт существования огромной Кушанской империи был осознан историками не ранее середины XIX века. Сведения, сохранившиеся о Кушанской империи — эпизодические, разнородные и противоречивые. Хронология и история восстановлены преимущественно по сохранившимся монетам, китайским летописям (в частности «Хоу Ханьшу» — «История империи Поздняя Хань»), а также отдельным индийским и греческим свидетельствам. По поводу имён царей и хронологии продолжаются споры.

## История

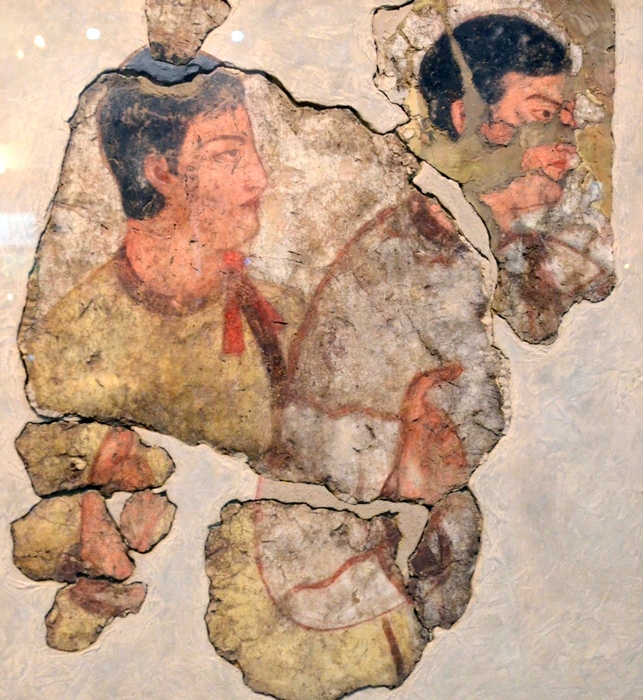
Кушанская живопись, Фаяз-тепе, I—II в. н. э., Сурхандарьинская область, Узбекистан, Музей истории народов Узбекистана

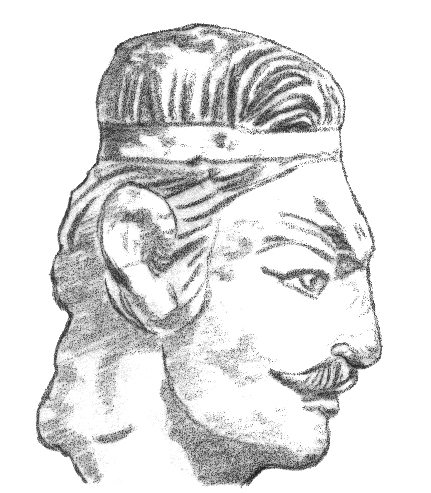
Скульптура головы кушанского принца из Халчаяна на территории современного Узбекистана

Основным ядром Кушанского государства первоначально была территория Бактрии, которую после падения Греко-Бактрийского царства начали заселять кочевые племена юэчжи. Как отмечает Л. Боровкова, кочевники не разоряли поселения жителей Бактрии, а «мирно врастали» в структуру их общества. Они довольно быстро восприняли традиции оседлой культуры. В частности, об этом свидетельствуют гробницы представителей знати, открытые советскими и афганскими археологами под руководством Виктора Сарианиди в поселении Тилля-тепе в Северном Афганистане (см. также статью Бактрийское золото). В I веке до н. э. на территории Бактрии повсеместно снова проводятся новые каналы, создаются целые земледельческие оазисы, строятся города, продолжающие градостроительные принципы греко-бактрийского периода.
Основателем Кушанской империи стал Куджула Кадфиз (丘就却), по китайским сведениям — удельный правитель (сихоу) одной из групп юэчжи, кочевавший в окрестностях Гуйшуана (ныне Бекабад, Узбекистан), который в 20 году подчинил четыре других удельных княжества юэчжи, располагавшихся на территории Бактрии, а затем и владения мелких греческих династов. Кадфизом была занята столица юэчжи — город Ланьши, находящийся на месте городища Шахринау (ныне Таджикистан).

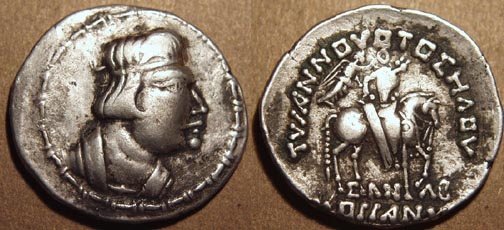
Гипотетический первый правитель кушан Герай (около 1 — 30 годов н. э.)

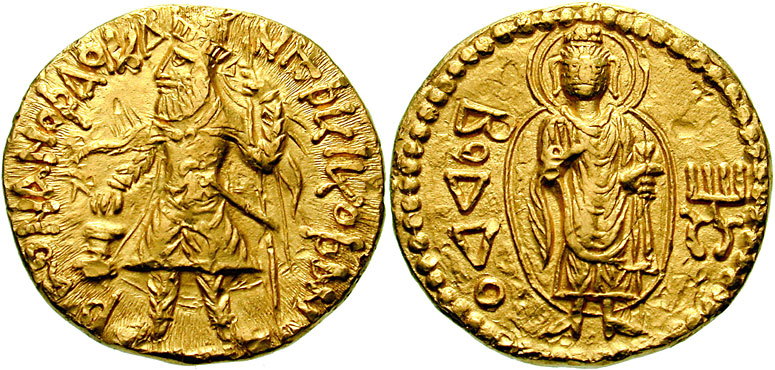
Кушанская монета с изображением императора Канишки I и Будды с надписью греческими буквами «БОДДО»

В 47 году Кушанское царство заручившись лояльностью эллинистического правителя Арахозии (кит. Гаофу) Гермея вступает в вооруженный конфликт с Парфией и расширяет свои владения на территории современного Афганистана. Судя по чеканным монетам того времени Каджула и Гермей выступают как соправители, однако Арахозия постепенно поглощается Кушанским царством. В 50-60 гг. Каджула завоевывает индо-скифскую Гандхару (кит. Цзибинь) и территории современного северного Пакистана (район Пешавара).
Дальнейшее расширение кушанских границ произошло при сыне и преемнике основателя государства (иногда между ними помещается ещё один гипотетический царь Вима Такто, о котором свидетельствует Рабатакская надпись) — Виме Кадфизе (阎膏珍) или Кадфизе II (правил в 80-103 гг. н.э.). В 85-87 году он присоединил к Кушанской державе значительную часть северо-западной Индии (кит. Тяньчжу), отняв ее у индо-скифов. Власть кушан достигла Варанаси, где они поставили своего наместника. В результате, Кушанская империя стала одной из крупнейших мировых держав, охватывающей значительную часть Средней Азии, территорию современного Афганистана, большую часть Пакистана и север Индии. В 87 году кушаское посольство было отправлено ко двору китайской империи Хань, но было убито на обратном пути. В отместку в 90 году кушанское войско атаковало Кашгар (кит. Шулэ) на территории современного Китая, где правил ханьский наместник Бань Чао. На монетах Кадфиза II чаще всего встречается изображение индуистского бога Шивы с быком. Декларируя свою склонность к индуизму, царь, вероятно, стремился укрепить авторитет кушанской династии среди новых подданных.

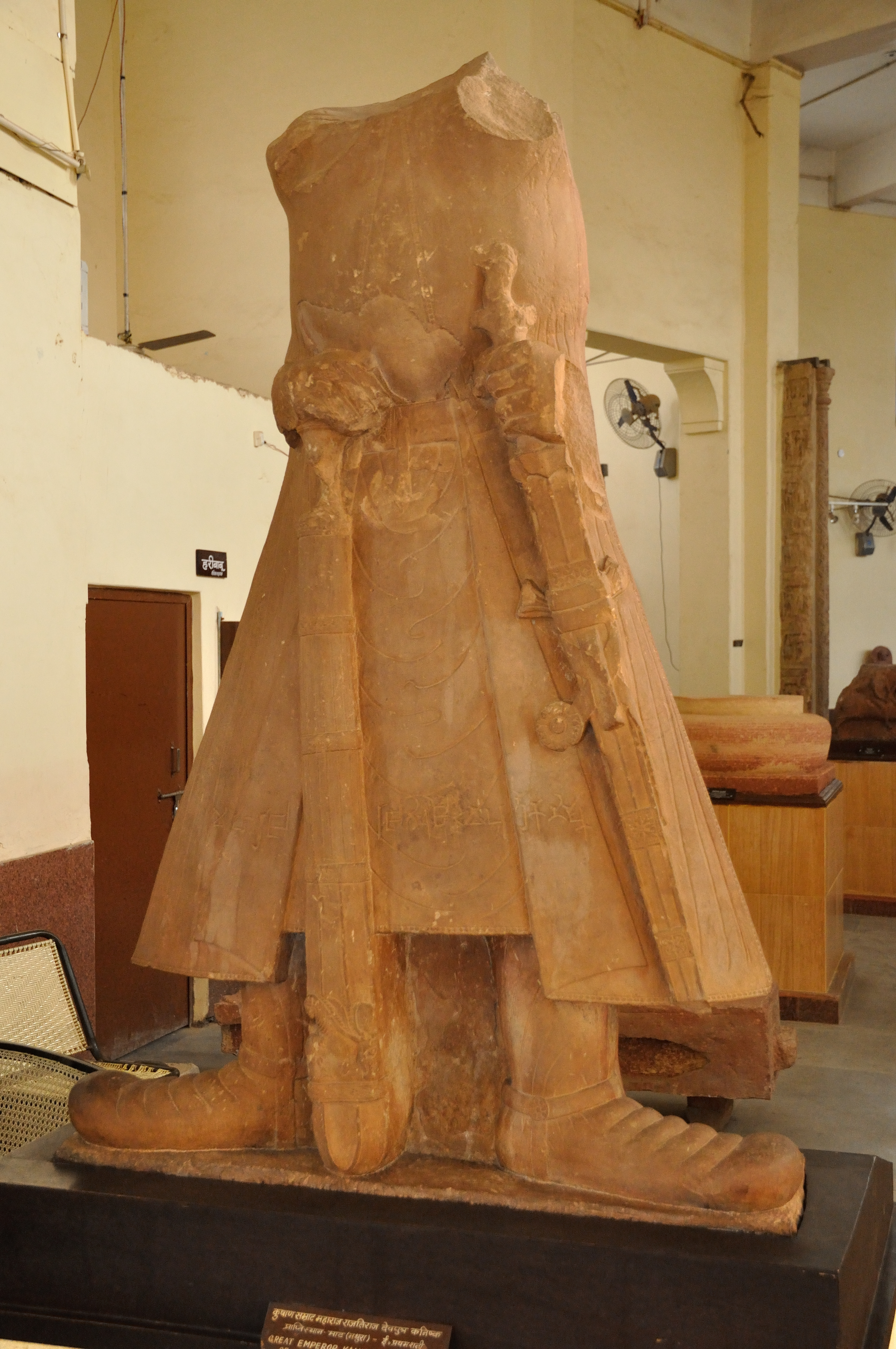
Статуя Канишки с геральдическими лилиями

Наибольшую известность из числа кушанских правителей получил Канишка I, но по вопросу о времени его правления существуют значительные расхождения среди исследователей. Скорее всего, оно относится к первой трети II века н. э. При нём произошло определённое смещение главного центра Кушанской державы в сторону индийских владений. Столицей был город Пурушапура, современный Пешавар. Канишка известен как покровитель буддизма. Впрочем, на монетах Канишки встречаются не только изображения Будды, но и самых различных божеств — и греческие Гелиос и Гефест, и индоиранские Митра и Вертрагна, и многие другие (поэтому относительно вероисповедания самого Канишки ведутся дискуссии; возможно, что он был зороастрийцем, а не собственно буддистом). Тем не менее, именно благодаря ему утвердилась гандхарская традиция в греко-буддийском искусстве и был проведён Четвёртый буддийский собор.
Кушаны отправляли посольства в Китай и Римскую империю (кушанских послов принимал император Антонин Пий в 138 году). Поскольку границы кушанских владений на западе непосредственно соприкасались с Парфией, а на востоке — с ханьским Китаем, нередко имели место военные столкновения. Особенно упорной была борьба в Восточном Туркестане в конце I — начале II века н. э., где кушанской армии удалось в конечном счёте остановить ханьскую экспансию.
В III веке н. э. кушаны потерпели поражение в столкновении с Сасанидским государством, пришедшим на смену Парфии. В III веке Кушанское царство начало распадаться.
После падения Кушанской империи наступил длительный период политической раздробленности, продолжавшийся до начала IV в.; в IV веке отмечается некоторое возрождение кушан , но былой славы они уже не достигли.
К V веку остатки кушанского мира были разрушены нашествием эфталитов («белых гуннов»), которые продолжили кушанские традиции.
Затем стала складываться новая мощная империя — Гуптская.

## Происхождение династии Кушан

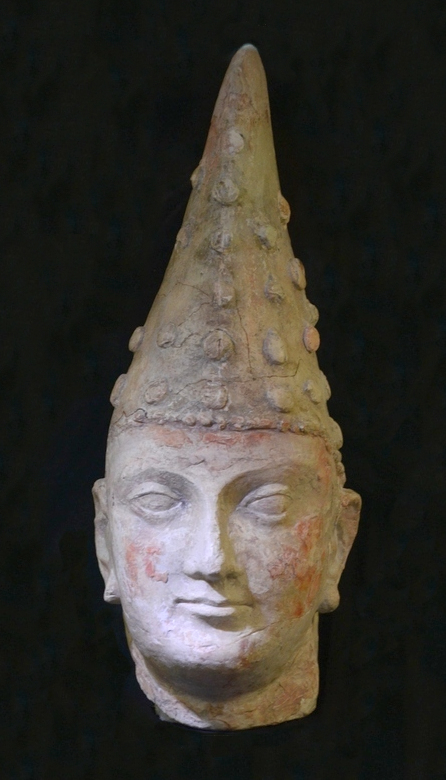
Кушанский принц, Дальверзин-тепе, I в. н. э., Узбекистан, Музей истории народов Узбекистана

### Традиционные версии
Кушанская династия традиционно отождествляется с юэчжи и ираноязычными тохарами (не путать с другим индоевропейским народом, т. н. псевдотохарами). Некоторые авторы не различают кушанов и эфталитов и воспринимают эти два термина, как синонимы. Юэчжи и тохары признаются ираноязычными народами. Существует версия гуннского происхождения, согласно которой часть гуннов приняла наименование «кушан». 

### Лингвистическая самоидентификация кушанских правителей
Кушаны были ираноязычны
Рабатакская надпись является историческим памятником и источником по истории кушан. Это надпись на камне на бактрийском языке греческим алфавитом, найденная в 1993 году при раскопках в афганском посёлке Рабатак, недалеко от известного археологического памятника Сурхкоталь. Надпись связана с правлением кушанского царя Канишки и освещает также его генеалогию. Хранится в Кабульском музее.

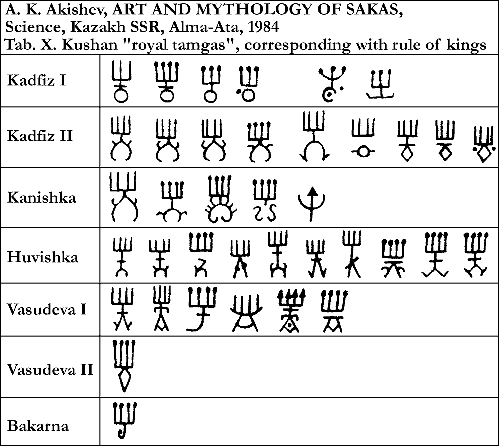
Тамги кушанских царей

В первой строке надписи о Канишке описывается правление Канишки как эпоха безопасности, справедливости и законности и объявляется, что все боги довольны его правлением. Вторая строчка сообщает, что он выпустил эдикт на греческом и на арийском («αρια») языках. Потом приводится список царей: Куджула Кадфиз, великий прадед, Вима Такто, его дед, Вима Кадфиз, его отец, и сам Канишка. В тексте говорится в частности: "Великий спаситель, Канишка Кушан, Праведный, Справедливый, Автократор, Бог, достойный поклонения, получивший царство от Наны и всех богов, *положивший *начало первому году так, как это нравилось богам. И он *издал *эдикт (по-)гречески, (и) затем переложил его на арийский язык. Затем царь Канишка приказал Шафару каралрангу в этом … создать святилище под названием Б … аб, на *равнине Ка … для этих (9) богов, из которых здесь … *славная Умма занимает первое место: *богиня Нана и *богиня (10) Умма, Аурмузд, (бог) Благотворящий, Срошард, Нараса, (и) Михр.

## География
Кушанское царство включало в себя Хорезм (Узбекистан), Бактрию (северный Афганистан), Согдиану (Таджикистан), Фергану, Кашгар (западный Китай), Яркенд, Хотан, Пешавар (Пакистан). Крайним пределом распространения Кушанского царства на юг была река Нармада, а на восток — область Бихар

## Языковая ситуация

Как и бактрийцы, кушане пользовались греческим алфавитом с добавлением буквы шо

В Кушанском царстве общались на разных диалектах восточно-иранских языков, таких как сам бактрийский и кушанский язык. Учёные-лингвисты по остаткам надписей определили сам кушанский язык восточно-иранским северной подгруппы, он являлся диалектом языков юэчжи. При этом кушанское письмо было основано на греческом алфавите.
Неизвестная кушанская письменность использовалась в некоторых частях Центральной Азии примерно между 200 г. до н. э. и 700 г. н. э. Она была обнаружена в 1950-х годах, но расшифровать её не удавалось. Учёным известны несколько десятков коротких текстов и один более длинный трехъязычный текст (вместе с уже известными гандхарской или среднеиндоарийской и бактрийской письменностью). Прогресс в расшифровке письма принесла найденная в 2022 году короткая двуязычная надпись, высеченная на скале в таджикистанском ущелье Алмоси недалеко от Душанбе, которая содержала раздел на бактрийском языке. В 2023 году лингвисты из Кёльнского университета в сотрудничестве с таджикским археологом Бобомулло Бобомуллоевым благодаря известному содержанию трёхъязычного и двуязычного текстов смогли частично расшифровать кушанскую письменность.

## Экономика
Кушаны унаследовали развитое сельское хозяйство Бактрии, основанное на поливном земледелии, что благоприятствовало высокой плотности населения, значительная часть которого проживала в городских центрах. Среди городов отчетливо выделяются два типа: города, издревле и постепенно формировавшиеся как крупные центры, и города, построенные под эгидой центральной власти по канонам, сложившимся ещё в греко-бактрийский период. Значительное число городов второго типа показывает, что при кушанах продолжалась активная градостроительная политика.
Большие и малые кушанские города, как ранее существовавшие, так и вновь построенные, образовывали целую систему, связанную дорогами и караванными путями. Объединявшая их развитая внутренняя и внешняя торговля составляла характерную черту Кушанского государства. На одном из первых мест стояли торговые связи с западными странами — с Римской империей и прежде всего с её восточными провинциями. Торговля велась как по суше, так и по морю — через западные порты Индии. Сухопутная дорога шла на север, в Бактрию, и далее в Китай. Кушанские торговцы достигали Александрии Египетской, важнейшего торгового порта на Средиземном море.
В Рим экспортировались пряности, благовония, драгоценные камни, слоновая кость, сахар. Особенно большое значение имела торговля рисом и хлопчатобумажными изделиями. Транзитом из Китая шли шёлк, кожи и другие изделия. Из Рима импортировались ткани, одежды, изделия из стекла и драгоценных металлов, статуи и различные вина. В большом количестве ввозилась золотая и серебряная римская монета, клады которой довольно часто встречаются на территории Кушанской державы. Римское золото использовалось кушанами также для чеканки собственных монет. Об углубленных экономических связях кушан и римлян свидетельствует, помимо прочего, особый тип монет с изображением кушанских правителей на манер римских императоров.
Кушанское правительство получало крупные доходы в результате взимания таможенных пошлин. При раскопках дворца царского наместника в городе Баграме была обнаружена сокровищница, заполненная вещами из Рима, Индии и Китая, которые скорее всего попали сюда в качестве пошлины с проходивших караванов.
Не меньшее значение имел внутренний товарообмен. Внутренняя торговля вела к развитию денежного обращения, хорошо прослеживаемого по находкам кушанских монет. Наряду с золотом кушанские правители в больших количествах выпускали мелкую медную монету, предназначенную для розничной торговли. Имеются сведения о том, что кушанский царь считался владыкой гаваней, рудников и таможен.

## Внутренняя структура

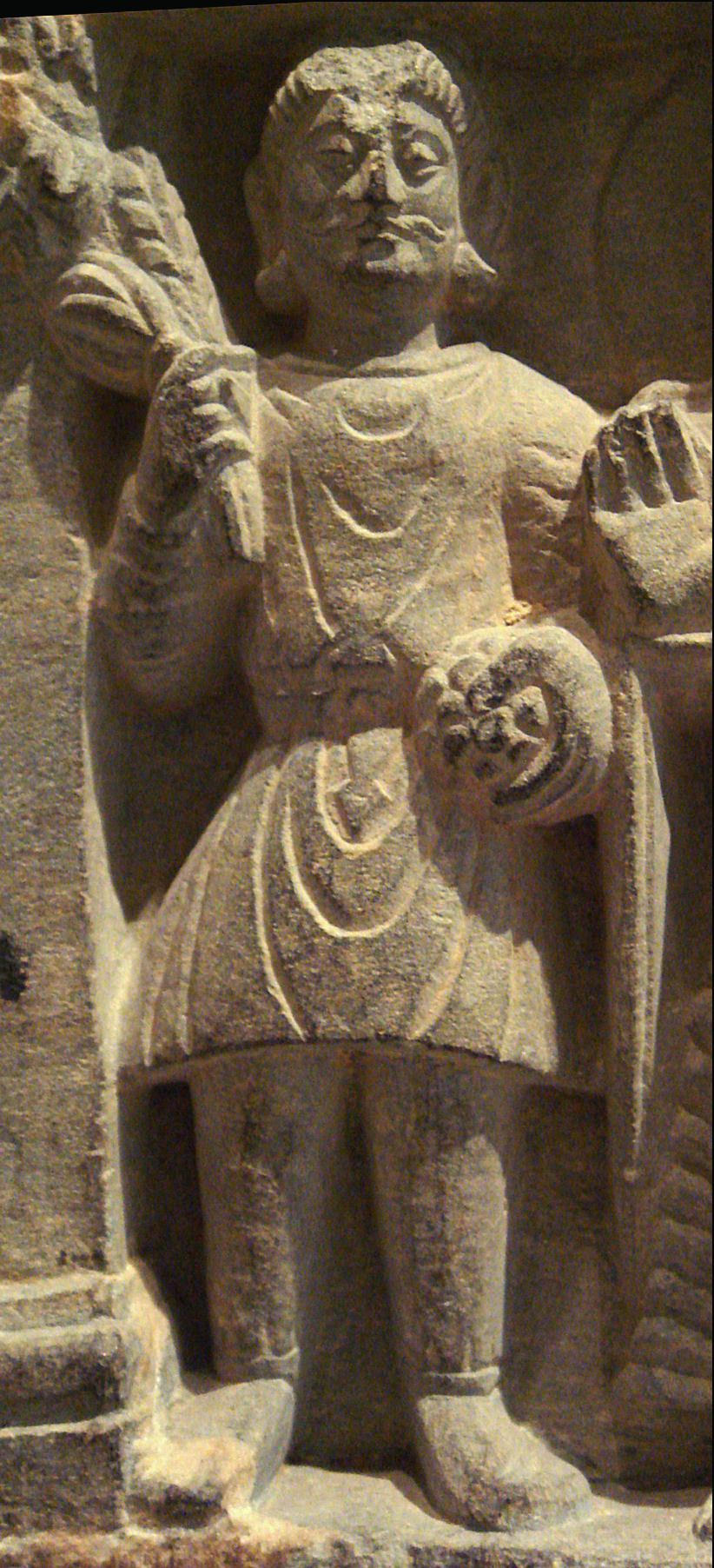
Буддист в кушанском облачении. Матхура, II век

Кушанская держава представляла собой централизованное государство во главе с «царем царей», личность которого иногда обожествлялась. Кушанские правители стремились создать особый династийный культ, посвящая ему специальные храмы. Глава государства опирался на разветвленный административный аппарат, в котором существовало множество рангов и градаций. Известны титулы великих сатрапов, просто сатрапов, наместников, «начальников границ» и некоторые другие. С ослаблением центральной власти, особенно в результате неудачных для Кушанского царства войн, роль и значение правителей отдельных областей возрастали, что в результате повлияло на распад единой державы. Городами, возможно, также управляли царские наместники.
Наиболее сложен вопрос о социальной структуре Кушанской империи. Основной производственной единицей в сельском хозяйстве являлась сельская община налогоплательщиков. Вместе с тем здесь существовали и крупные централизованные хозяйства, принадлежавшие храмам и крупным собственникам. Можно предполагать, что в этих хозяйствах значительную роль играл рабский труд. Скорее всего, формы эксплуатации в кушанском обществе были весьма разнообразны, включая различные варианты рабского и крепостного состояния.

## Культура

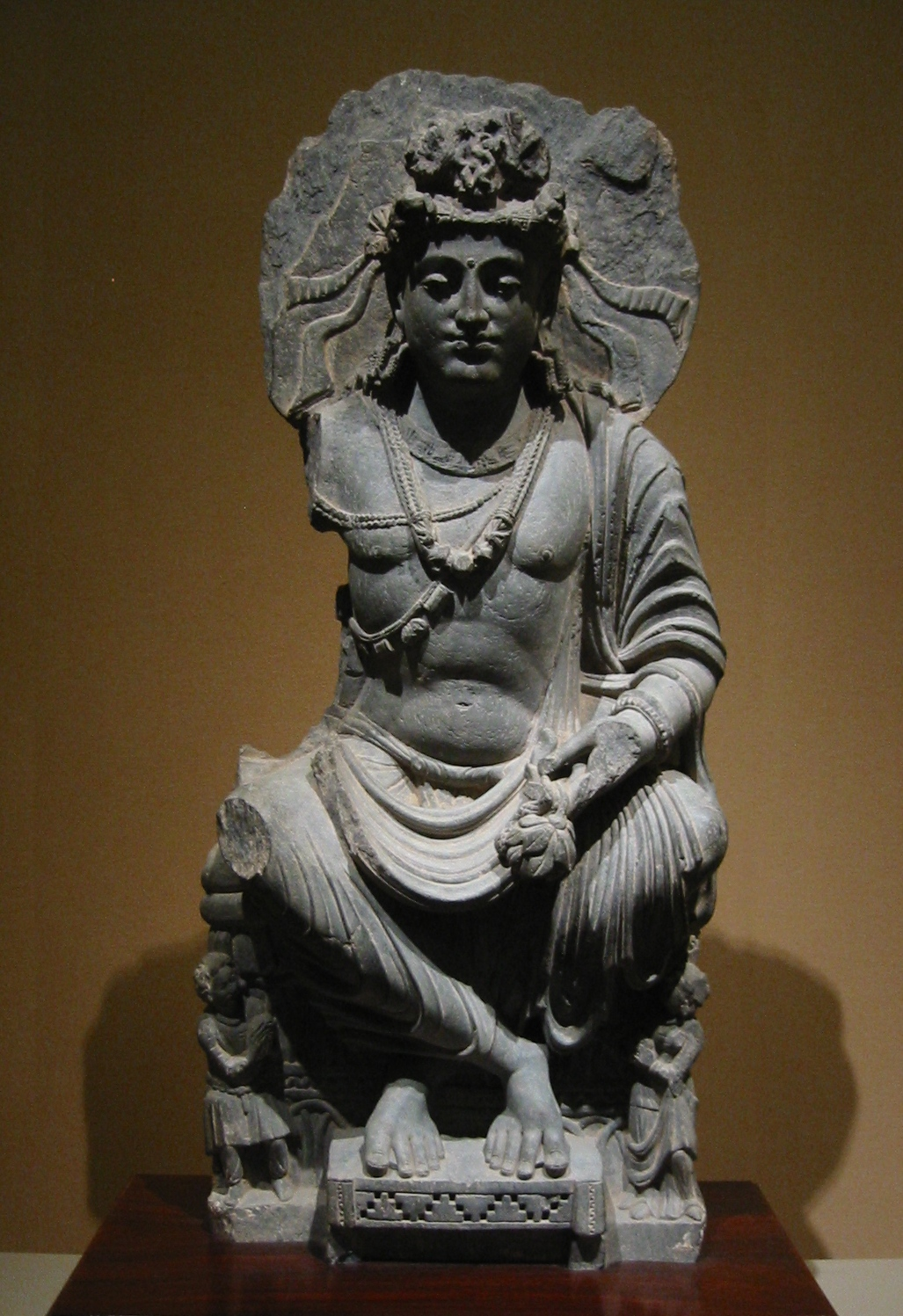
Сидящий на троне Майтрея с кушанским последователем. II век, Гандхара

Кушанское царство испытало большое влияние эллинистической культуры. В частности, кушанское письмо было основано на греческом алфавите с добавлением одной оригинальной буквы Þ (шо) для обозначения фонемы /ш/.
Буддизм при кушанах в широких масштабах проникает в Бактрию и в некоторые области Средней Азии. Это объясняется не только тем покровительством, которое кушанские цари оказывали буддизму. Наставником царя Канишки был Ашвагхоша. Именно в кушанском Пешаваре был проведен Четвёртый буддийский собор, выделивший махаяну из более древней хинаяны. Возросшая его популярность связана с ролью буддизма как идеологии, близкой и понятной в первую очередь городскому населению, численность которого в Кушанском государстве была весьма велика. Буддизм выработал новый взгляд на личность, проповедовал равенство людей, по крайней мере в духовной области. Утвердившийся при Канишке вариант буддизма значительно упростил «путь к спасению», поскольку успех зависел не только от собственных усилий, но и от помощи бодхисаттв, среди которых оказались иранские (Амитабха — Будда Белого Света) и греческие (Ваджрапани, имеющий черты Геракла) божества. Также в пантеон буддизма вошел грядущий мессия будда Майтрейя. Все это способствовало превращению буддизма в подлинно массовую религию, популярную как у рядовых горожан, так и в среде городской верхушки.
Вместе с тем, увлечение буддизмом не привело к вытеснению местных народных культов и зороастризма. Продолжали сооружаться монументальные храмы огня и небольшие домашние святилища, в которых центральное место занимал алтарь для возжигания священного пламени.
Характерной чертой кушанской культуры является тесная связь с городами и распространение урбанизированной культуры в сельской местности.
В кушанской архитектуре, скульптуре и живописи определённое отражение и преломление нашли три художественные традиции. Прежде всего это весьма древние традиции бактрийской культуры с её большими достижениями в области монументальной архитектуры. Вторым важнейшим компонентом было греческое искусство, глубокие корни которого в Бактрии определялись как значительным числом греко-македонских колонистов, так и проникновением эллинистических традиций в местную среду. Наконец, третьим компонентом было искусство Индии.
В кушанской архитектуре, как свидетельствуют раскопки, внешняя монументальная парадность дворцовых и храмовых комплексов сочеталась с пышностью внутреннего убранства. Живописные и скульптурные композиции последовательно и с большой детализацией развёртывали на стенах храмов и дворцов религиозные сцены и групповые портреты членов царской семьи в окружении воинов и слуг.

## Правители
Кушанское царство (ок. 15 — 250 Р. Х.)
Средняя Азия, Афганистан, Сев.-Зап. Индия, Вост. Туркестан.
Стол. Пурушапура (н. Пешавар).
- 1. Куджула Кадфиз I (Киоцзюцю) (ок. 15 — 65).
- 2. Вима Кадфиз II (Яньгаочжэнь), сын (ок. 65 — 78).
- 3. Ерке хан I (ок. 78 — 101 или 2 — 23 эры Канишки).
- 4. Васишка, сын (ок. 101—106).
- 5. Хувишка, брат (ок. 106—138).
- 6. Ерке Хан II (ок. 138—150).
- 7. Васудева I (ок. 150—180).
- ок. 180 распад на мелкие владения. Династия Канишки правила в Пурушапуре
- до ок. 250 Р. Х.
- 8. Ерке хан III (ок. 190).
- 9. Васудева II (По Тао) (ок. 230)[32].

## См. также

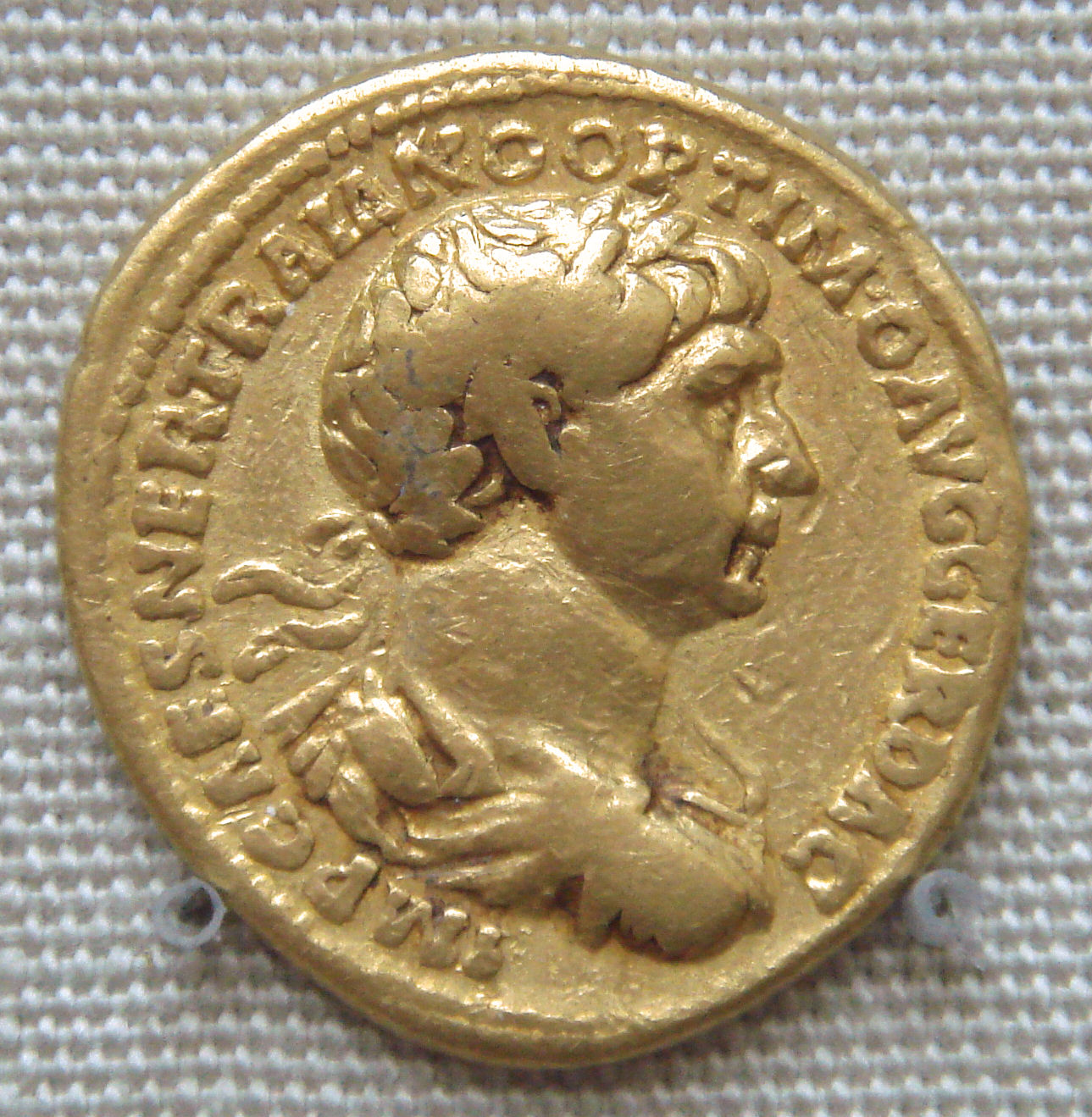
Монета римского императора Траяна, найденная вместе с монетами Канишки в буддистском монастыре. Оракзай, современный Пакистан